# Villardefrades
Villardefrades is een gemeente in de Spaanse provincie Valladolid in de regio Castilië en León met een oppervlakte van 36,41 km². Villardefrades telt 172 inwoners (1 januari 2016).

## Demografische ontwikkeling

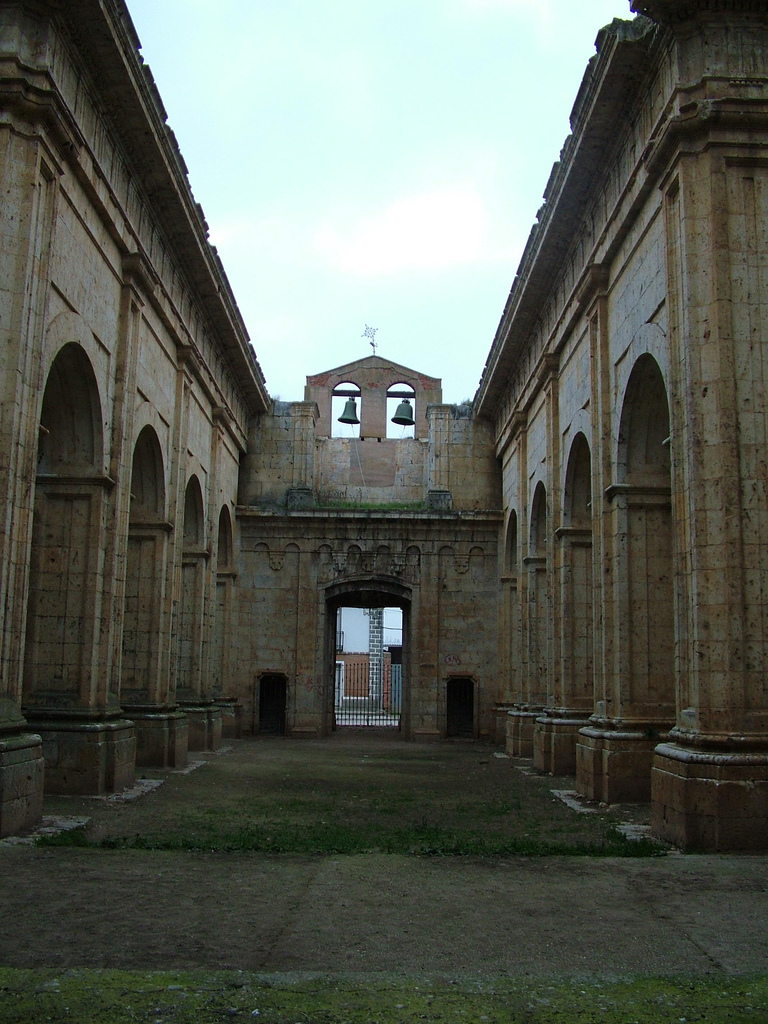
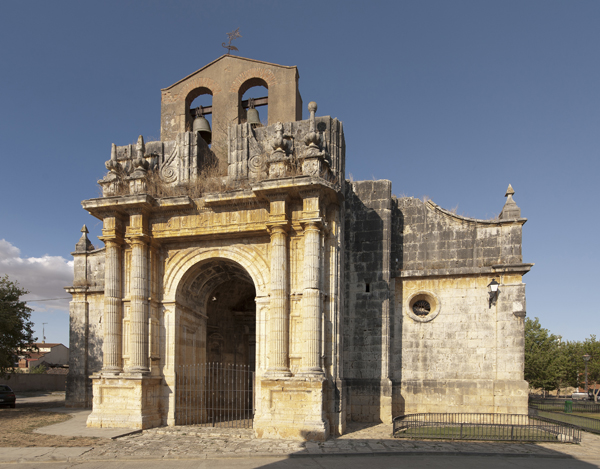
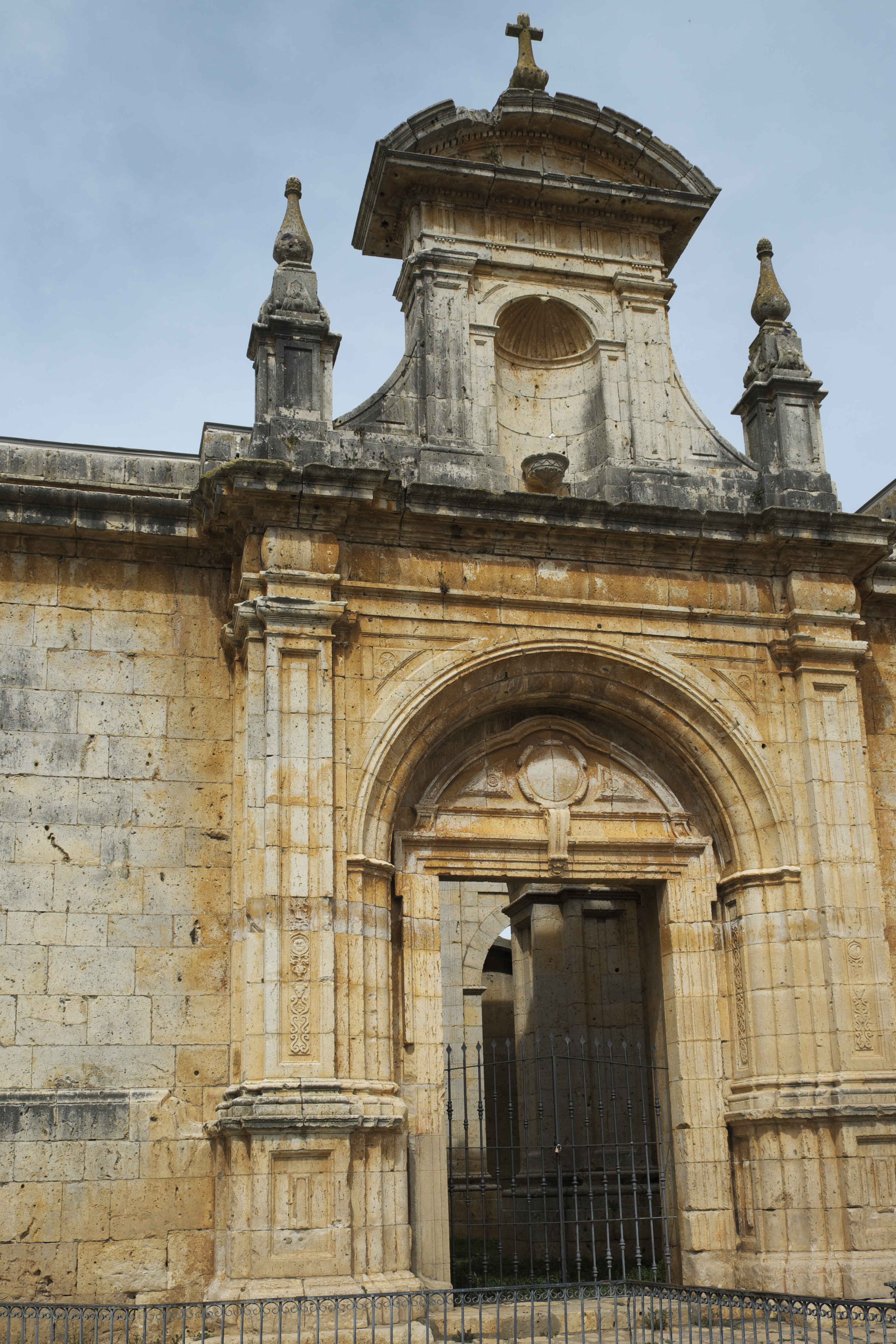
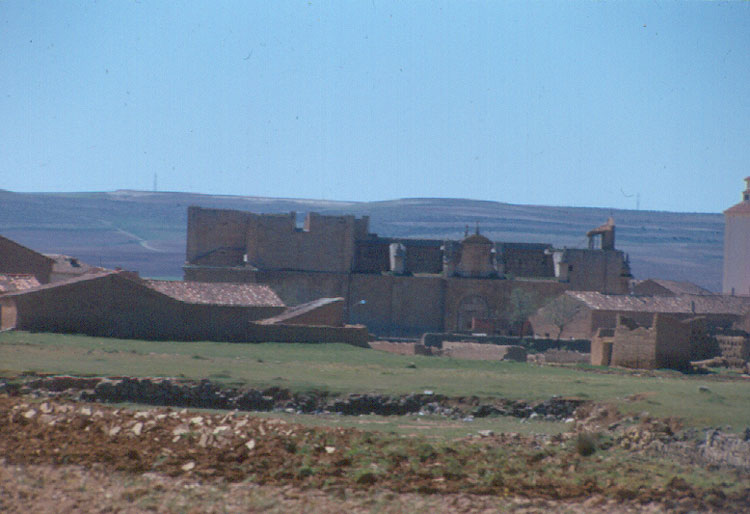

Bron: INE, 1857-2011: volkstellingen
Opm.: In 1970 werd de gemeente Almaraz de la Mota aangehecht